# تابع انتخاب منبع
تابع انتخاب منبع (به انگلیسی: Resource selection function) دسته‌ای از توابع هستند که در بوم‌شناسی فضایی برای ارزیابی ویژگی‌های زیستگاهی برای یک جمعیت خاص یا گونه‌های جانوری با ارزیابی احتمال آن جانور با استفاده از یک منبع خاص متناسب با در دسترس بودن آن منبع در محیط زیست استفاده می‌شوند.

## مقیاس
بیشتر توابع انتخاب منبع به یکی از مقیاس‌های زیر می‌پردازند که توسط داگلاس جانسون در سال ۱۹۸۰ تعریف شد و هنوز هم استفاده می‌شود:
- انتخاب رسته اول: کل محدوده پراکنش یک گونه
- انتخاب رسته دوم: محدوده خانه یک فرد یا گروهی از جانوران
- انتخاب رسته سوم: استفاده از منابع یا زیستگاه در گستره خانه یک فرد یا گروه
- انتخاب رسته چهارم: تهیه منابع خاص، مانند مواد غذایی، در سایت‌های ویژه